# Taekwondo op de Olympische Zomerspelen 2008 (kwalificatie)
Deze pagina beschrijft de kwalificatie voor het taekwondotoernooi op de Olympische Zomerspelen 2008.
Elk land mag maximaal twee mannen en twee vrouwen afvaardigen, maar slechts één per gewichtsklasse. Het aantal afgevaardigden per land en klasse werd bepaald tijdens kwalificatietoernooien.

## Overzicht
| NOC                          | Mannen | Mannen | Mannen | Mannen | Vrouwen | Vrouwen | Vrouwen | Vrouwen | Totaal |
| NOC                          | -58 kg | -68 kg | -80 kg | +80 kg | -49 kg  | -57 kg  | -67 kg  | +67 kg  | Totaal |
| ---------------------------- | ------ | ------ | ------ | ------ | ------- | ------- | ------- | ------- | ------ |
| Afghanistan                  | X      | X      |        |        |         |         |         |         | 2      |
| Argentinië                   |        |        |        |        |         |         | X       |         | 1      |
| Australië                    | X      | X      |        |        |         |         | X       | X       | 4      |
| Azerbeidzjan                 |        |        | X      |        |         |         |         |         | 1      |
| Belize                       | X      |        |        |        |         |         |         |         | 1      |
| Benin                        | X      |        |        |        |         |         |         |         | 1      |
| Brazilië                     | X      |        |        |        |         | X       |         | X       | 3      |
| Canada                       |        |        | X      |        | X       |         | X       |         | 3      |
| China                        |        |        | X      | X      | X       |         |         | X       | 4      |
| Chinees Taipei               | X      | X      |        |        | X       | X       |         |         | 4      |
| Colombia                     |        |        |        |        | X       | X       |         |         | 2      |
| Costa Rica                   |        |        |        | X      |         |         |         |         | 1      |
| Cuba                         |        | X      |        | X      | X       |         |         |         | 3      |
| Dominicaanse Republiek       | X      |        |        |        |         |         |         |         | 1      |
| Duitsland                    | X      | X      |        |        | X       |         | X       |         | 4      |
| Ecuador                      |        |        |        |        |         |         |         | X       | 1      |
| Egypte                       |        |        |        |        |         |         |         | X       | 1      |
| Filipijnen                   | X      |        |        |        |         |         | X       |         | 2      |
| Frankrijk                    |        |        |        | X      |         |         | X       |         | 2      |
| Gabon                        |        |        | X      |        |         |         |         |         | 1      |
| Griekenland                  |        |        |        | X      |         |         | X       | X       | 3      |
| Groot-Brittannië             | X      |        | X      |        |         |         |         | X       | 3      |
| Guinee                       |        |        |        |        |         |         | X       |         | 1      |
| Honduras                     |        |        | X      |        |         |         |         |         | 1      |
| Iran                         | X      |        | X      |        | X       |         |         |         | 3      |
| Israël                       |        |        |        |        |         | X       |         |         | 1      |
| Italië                       |        |        | X      | X      |         | X       |         |         | 3      |
| Ivoorkust                    |        |        | X      |        |         | X       |         |         | 2      |
| Japan                        |        |        |        |        |         |         | X       |         | 1      |
| Jordanië                     |        |        |        |        |         |         |         | X       | 1      |
| Kazachstan                   |        |        |        | X      |         |         | X       |         | 2      |
| Kenia                        | X      |        |        |        | X       |         |         |         | 2      |
| Kirgizië                     |        | X      |        |        |         |         |         |         | 1      |
| Kroatië                      |        |        |        |        |         | X       | X       |         | 2      |
| Libië                        |        | X      |        |        |         |         |         |         | 1      |
| Maleisië                     |        |        |        |        |         | X       |         | X       | 2      |
| Mali                         |        |        |        | X      |         |         |         |         | 1      |
| Marokko                      |        |        |        | X      | X       |         | X       |         | 3      |
| Marshalleilanden             |        |        | X      |        |         |         |         |         | 1      |
| Mexico                       | X      | X      |        |        |         |         |         | X       | 3      |
| Nederland                    |        | X      |        |        |         |         |         |         | 1      |
| Nepal                        |        |        | X      |        |         |         |         |         | 1      |
| Nieuw-Zeeland                |        | X      |        | X      |         | X       |         |         | 3      |
| Niger                        |        |        |        |        |         | X       |         |         | 1      |
| Nigeria                      |        | X      |        | X      |         |         |         |         | 2      |
| Noorwegen                    |        |        |        |        |         |         |         | X       | 1      |
| Oezbekistan                  |        | X      |        | X      |         |         |         | X       | 3      |
| Papoea-Nieuw-Guinea          |        |        |        |        | X       |         |         |         | 1      |
| Peru                         |        | X      |        |        |         |         |         |         | 1      |
| Portugal                     | X      |        |        |        |         |         |         |         | 1      |
| Puerto Rico                  |        |        | X      |        |         |         | X       |         | 2      |
| Qatar                        |        |        | X      |        |         |         |         |         | 1      |
| Senegal                      |        |        |        |        |         | X       |         |         | 1      |
| Spanje                       | X      |        |        | X      |         |         |         | X       | 3      |
| Thailand                     | X      |        |        |        | X       | X       |         |         | 3      |
| Tunesië                      |        |        |        |        |         |         |         | X       | 1      |
| Turkije                      |        | X      | X      |        |         | X       | X       |         | 4      |
| Venezuela                    |        |        | X      | X      | X       |         |         | X       | 4      |
| Verenigde Arabische Emiraten |        |        |        |        |         |         | X       |         | 1      |
| Verenigde Staten             |        | X      | X      |        | X       | X       |         |         | 4      |
| Vietnam                      |        |        |        | X      | X       | X       |         |         | 3      |
| Zuid-Korea                   |        | X      |        | X      |         | X       | X       |         | 4      |
| Zweden                       |        |        |        |        | X       |         |         | X       | 2      |
| Zwitserland                  |        |        |        |        | X       |         |         |         | 1      |
| Totaal: 64 NOCs              | 16     | 16     | 16     | 16     | 16      | 16      | 16      | 16      | 128    |

## Kwalificatietijdlijn
| Toernooi             | Locatie         | Datum                |
| -------------------- | --------------- | -------------------- |
| Wereld Taekwondo OKT | Manchester      | 28-30 september 2007 |
| Afrikaans OKT        | Tripoli         | 1-2 november 2007    |
| Aziatisch OKT        | Ho Chi Minhstad | 28-30 november 2007  |
| OKT Oceanië          | Nouméa          | 1 december 2007      |
| Pan-Amerikaans OKT   | Cali            | 8-9 december 2007    |
| Europees OKT         | Istanbul        | 26-27 januari 2008   |

## Mannen -58 kg
| Competitie            | Locatie         | Plaatsen | Gekwalificeerd                                                 |
| --------------------- | --------------- | -------- | -------------------------------------------------------------- |
| Wereld OKT            | Manchester      | 3        | TPE Chu Mu-Yen GER Levent Tuncat PHI Tshomlee Go               |
| Afrikaans OKT         | Tripoli         | 2        | KEN Dickson Wamwiri BEN Jean Moloise                           |
| Aziatisch OKT         | Ho Chi Minhstad | 3        | IRI Behzad Khodadad AFG Rohullah Nikpai THA Dech Sutthikunkarn |
| OKT Oceanië           | Nouméa          | 1        | AUS Ryan Carneli                                               |
| Pan-Amerikaans OKT    | Cali            | 3        | BRA Marcio Wenceslau MEX Guillermo Perez DOM Gabriel Mercedes  |
| Europees OKT          | Istanbul        | 3        | POR Pedro Póvoa GBR Tyrone Robinson ESP Juan Antonio Ramos     |
| uitnodiging/gastland* | -               | 1        | BIZ Alfonso Martinez                                           |
| TOTAAL                |                 | 16       |                                                                |

## Mannen -68 kg
| Competitie            | Locatie         | Plaatsen | Gekwalificeerd                                          |
| --------------------- | --------------- | -------- | ------------------------------------------------------- |
| Wereld OKT            | Manchester      | 3        | KOR Son Tae-Jin CUB Gessler Viera Abreu AUS Burak Hasan |
| Afrikaans OKT         | Tripoli         | 2        | LBA Ezedin Belgasem NGR Muhammad Isah Adam              |
| Aziatisch OKT         | Ho Chi Minhstad | 3        | KGZ Rasul Abduraim UZB Dmitriy Kim TPE Sung Yu-Chi      |
| OKT Oceanië           | Nouméa          | 1        | NZL Logan Campbell                                      |
| Pan-Amerikaans OKT    | Cali            | 3        | PER Peter Lopez Santos USA Mark Lopez MEX Idulio Islas  |
| Europees OKT          | Istanbul        | 3        | TUR Servet Tazegul GER Daniel Manz NED Dennis Bekkers   |
| uitnodiging/gastland* | -               | 1        | AFG Nisar Ahmad Bahawe                                  |
| TOTAAL                |                 | 16       |                                                         |

## Mannen -80 kg
| Competitie            | Locatie         | Plaatsen | Gekwalificeerd                                                         |
| --------------------- | --------------- | -------- | ---------------------------------------------------------------------- |
| Wereld OKT            | Manchester      | 3        | CAN Sebastien Michaud USA Steven Lopez ITA Mauro Sarmiento             |
| Afrikaans OKT         | Tripoli         | 2        | CIV Sebastien Konan GAB Lionel Baguissi                                |
| Aziatisch OKT         | Ho Chi Minhstad | 3        | IRI Hadi Saei Bonehkohal QAT Abdulqader Hikmat Sarhan NEP Deepak Bista |
| OKT Oceanië           | Nouméa          | 1        | MHL Anju Jason                                                         |
| Pan-Amerikaans OKT    | Cali            | 3        | PUR Juan Sanchez HON Miguel Adrian Ferrera VEN Carlos Vasquez          |
| Europees OKT          | Istanbul        | 3        | TUR Bahri Tanrikulu AZE Rashad Ahmadov GBR Aaron Cook                  |
| uitnodiging/gastland* | -               | 1        | CHN Zhu Guo                                                            |
| TOTAAL                |                 | 16       |                                                                        |

## Mannen +80 kg
| Competitie            | Locatie         | Plaatsen | Gekwalificeerd                                                      |
| --------------------- | --------------- | -------- | ------------------------------------------------------------------- |
| Wereld OKT            | Manchester      | 3        | FRA Mickael Borot MLI Daba Modibo Keita KOR Cha Dong-Min            |
| Afrikaans OKT         | Tripoli         | 2        | MAR Abdelkader Zrouri NGR Chukwumerije Chika                        |
| Aziatisch OKT         | Ho Chi Minhstad | 3        | KAZ Arman Chilmanov VIE Nguyen Van Hung UZB Akmal Lrgashev          |
| OKT Oceanië           | Nouméa          | 1        | NZL Matthew Beach                                                   |
| Pan-Amerikaans OKT    | Cali            | 3        | CUB Angel Matos CRC Kristopher Moitland VEN Juan Diaz               |
| Europees OKT          | Istanbul        | 3        | ESP Jon Garcia Aguado ITA Leonardo Basile GRE Nikolaidis Alexandros |
| uitnodiging/gastland* | -               | 1        | CHN Liu Xiaobo                                                      |
| TOTAAL                |                 | 16       |                                                                     |

## Vrouwen -49 kg
| Competitie            | Locatie         | Plaatsen | Gekwalificeerd                                                         |
| --------------------- | --------------- | -------- | ---------------------------------------------------------------------- |
| Wereld OKT            | Manchester      | 3        | TPE Yang Shu-Chun CUB Daynellis Montejo CAN Ivett Gonda                |
| Afrikaans OKT         | Tripoli         | 2        | KEN Milka Mildred Akinyi MAR Ghizlane Toudali                          |
| Aziatisch OKT         | Ho Chi Minhstad | 3        | VIE Hoang Ha Giang THA Mae-Num Chirdkiatisak IRI Sara Khoshjamal Fekri |
| OKT Oceanië           | Nouméa          | 1        | PNG Theresa Tona                                                       |
| Pan-Amerikaans OKT    | Cali            | 3        | COL Gladis Mora VEN Dalia Contreras USA Charlotte Craig                |
| Europees OKT          | Istanboel       | 3        | SWE Hanna Zajc SUI Manuela Bezzola GER Sumeyye Gulec                   |
| uitnodiging/gastland* | -               | 1        | CHN Wu Jingyu                                                          |
| TOTAAL                |                 | 16       |                                                                        |

## Vrouwen -57 kg
| Competitie            | Locatie         | Plaatsen | Gekwalificeerd                                                       |
| --------------------- | --------------- | -------- | -------------------------------------------------------------------- |
| Wereld OKT            | Manchester      | 3        | KOR Lim Su-Jeong ITA Veromnica Calabrese THA Premwaew Chonnapas      |
| Afrikaans OKT         | Tripoli         | 2        | CIV Mariam Bah SEN Bineta Diedhiou                                   |
| Aziatisch OKT         | Ho Chi Minhstad | 3        | TPE Tseng Pei-Hua VIE Nguyen Thi Hoai Thu MAS Elaine Teo Shueh Fhern |
| OKT Oceanië           | Nouméa          | 1        | NZL Cheong Hye-Youn                                                  |
| Pan-Amerikaans OKT    | Cali            | 3        | BRA Debora Nunes USA Diana Lopez COL Doris Patino                    |
| Europees OKT          | Istanbul        | 3        | CRO Martina Zubcic TUR Azize Tanrikulu ISR Bat El Getterer           |
| uitnodiging/gastland* | -               | 1        | NIG Lailatou Amadou                                                  |
| TOTAAL                |                 | 16       |                                                                      |

## Vrouwen -67 kg
| Competitie            | Locatie         | Plaatsen | Gekwalificeerd                                                   |
| --------------------- | --------------- | -------- | ---------------------------------------------------------------- |
| Wereld OKT            | Manchester      | 3        | FRA Gwladys Epangne KOR Hwang Kyung-Seon CRO Sandra Saric        |
| Afrikaans OKT         | Tripoli         | 2        | MAR Mouna Benabderrassoul GUI Barry Mariama Dalanda              |
| Aziatisch OKT         | Ho Chi Minhstad | 3        | KAZ Liya Nurkina PHI Mary Antoinette Rivero JPN Yoriko Okamoto   |
| OKT Oceanië           | Nouméa          | 1        | AUS Tina Morgan                                                  |
| Pan-Amerikaans OKT    | Cali            | 3        | ARG Vanina Sanchez Beron CAN Karine Sergerie PUR Asunción Ocasio |
| Europees OKT          | Istanbul        | 3        | TUR Sibel Guler GRE Elisavet Mystakidou GER Pinar Budak          |
| uitnodiging/gastland* | -               | 1        | UAE Shaikha Maitha Mohammad                                      |
| TOTAAL                |                 | 16       |                                                                  |

## Vrouwen +67 kg
| Competitie            | Locatie         | Plaatsen | Gekwalificeerd                                                    |
| --------------------- | --------------- | -------- | ----------------------------------------------------------------- |
| Wereld OKT            | Manchester      | 3        | GRE Kyriaki Kouvari GBR Sarah Stevenson MEX Maria Del Rosario     |
| Afrikaans OKT         | Tripoli         | 2        | EGY Noha Safwat Hafez TUN Khaoula Ben Hamza                       |
| Aziatisch OKT         | Ho Chi Minhstad | 3        | MAS Che Chew Chan JOR Nadin Dawani UZB Evgeniya Karimova          |
| OKT Oceanië           | Nouméa          | 1        | AUS Amy Ash                                                       |
| Pan-Amerikaans OKT    | Cali            | 3        | ECU Lorena Aida Benitez BRA Natalia Falavigna VEN Adriana Carmona |
| Europees OKT          | Istanbul        | 3        | ESP Rosana Simon Alamo SWE Karolina Kedzierska NOR Nina Solheim   |
| uitnodiging/gastland* | -               | 1        | CHN Chen Zhong                                                    |
| TOTAAL                |                 | 16       |                                                                   |

* Het gastland neemt niet deel aan de kwalificatietoernooien, het mag rechtstreeks 2 mannen en 2 vrouwen inschrijven in verschillende gewichtsklassen.
* De Olympische tripartitecommissie nodigt 4 atleten uit.
Atletiek · 
Badminton · 
Basketbal · 
Boksen · 
Boogschieten · 
Gewichtheffen ·
Gymnastiek · 
Handbal · 
Hockey · 
Honkbal · 
Judo · 
Kanovaren · 
Moderne vijfkamp · 
Paardensport · 
Roeien ·
Schermen · 
Schietsport ·
Schoonspringen ·
Softbal ·
Synchroonzwemmen ·
Taekwondo ·
Tafeltennis ·
Tennis ·
Triatlon ·
Voetbal · 
Volleybal ·
Waterpolo ·
Wielersport · 
Worstelen ·
Zeilen ·
Zwemmen